# Johannes Zölner

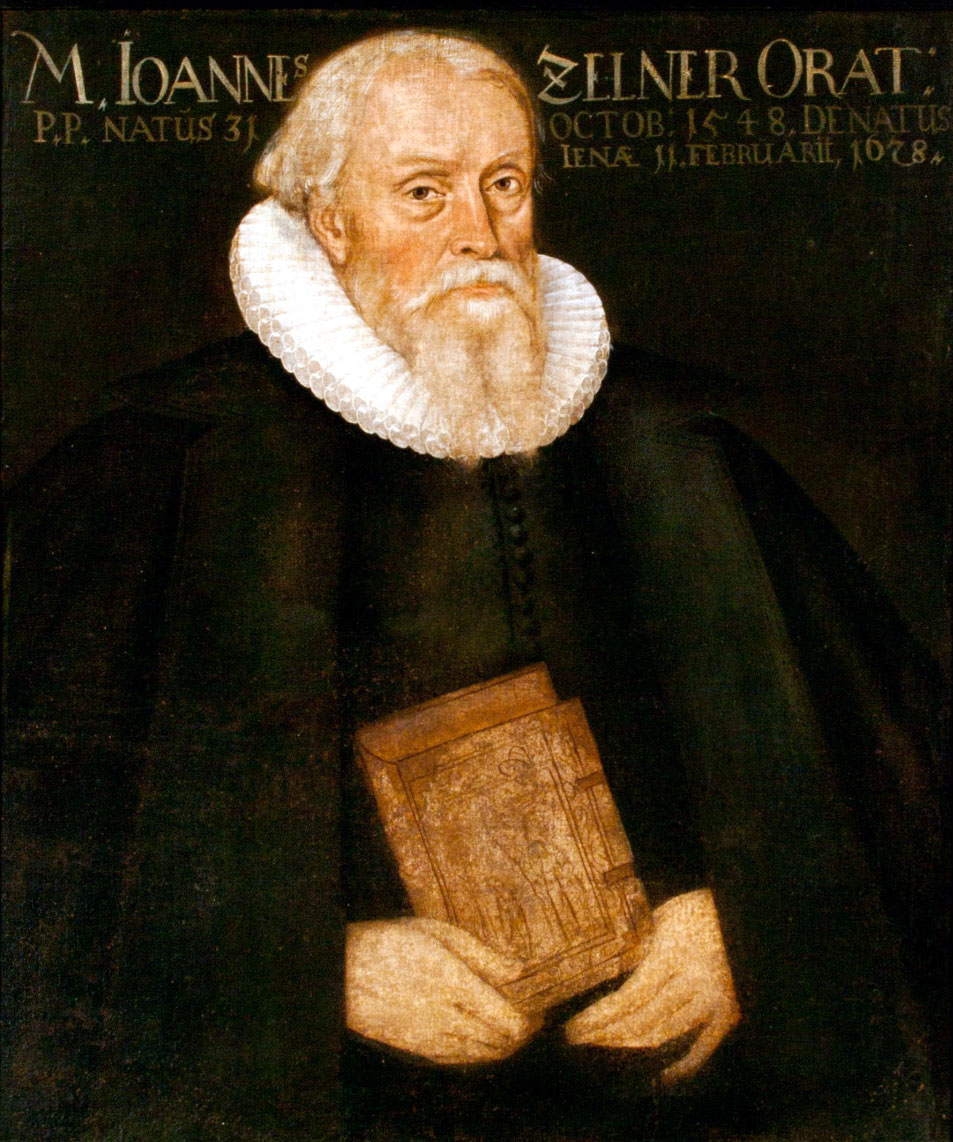
Johannes Zölner

Johannes Zölner auch: Zöllner (* 31. Oktober 1548 in Jena; † 15. Februar 1628 ebenda) war ein deutscher Rhetoriker.

## Leben
Der Sohn des Jenaer Baumeisters Nikolaus Zölner (* 1507; † 23. November 1590 in Jena) und dessen Frau Anna Hessling legte die ersten Grundlagen seiner Bildung er an der Ratschule in Zwickau. Im Sommersemester 1567 immatrikulierte er sich als Student an der Universität Jena, wo er philosophische und theologische Studien, unter anderem bei David Voit, absolvierte. Am 1. Februar 1574 erwarb er den akademischen Grad eines Magisters der Philosophie, wurde 1575 als Mitglied in die philosophische Fakultät aufgenommen und am 19. März 1583 Professor der Rhetorik an der Jenaer Hochschule. In dieser Eigenschaft beteiligte er sich an den organisatorischen Aufgaben der Salana. So war er mehrfach Dekan der philosophischen Fakultät und in den Sommersemestern 1589 sowie 1605 Rektor der Alma Mater.
Zölner war drei Mal verheiratet.
Seine erste Ehe schloss er im Februar 1579 mit Anna Wolfram (1546–1590), die Witwe des Ratsherrn Johann Druckscherf (verh. 27. August 1567; † 1578), sowie Tochter des Jenaer Bürgermeisters Johann Wolfram († 1578) und der Sabina Grubner († 8. Januar 1583). Aus der Ehe kennt man den Sohn Johann Zölner (* um 1579/80 in Jena; † 2. Juni 1639 ebd.), welcher sich am 31. August 1612 mit Katharina Georg (* Dresden), die Tochter des Thomas Georg aus Dresden verheiratete und 1628 Magdalena NN., die Witwe von Caspar Friderici (Friedrich) ehelichte. Auch kennt man den Sohn Nicolaus Zölner und die Tochter Sabina Zöllner (-1635), welche sich 1602 mit Michael Mirus (* 1570; † Dezember 1602 in Jena), den Sohn des Theologen Martin Mirus verheiratete und sich am 24. Februar 1606 in Arnstadt mit Juristen Andreas Gerhard (* 29. September 1580 in Quedlinburg; begr. 17. September 1623 in Arnstadt), dem Bruder des Johann Gerhard, verehelichte.
Seine zweite Ehe schloss er am 26. Mai 1592 in Weimar mit Margaretha Streubel (* Wittenberg; † 1609 in Jena), die Witwe des Johann Zschirp.
Seine dritte Ehe ging er am 6. November 1615 mit Demuth NN., die Witwe des Pfarrers in Niederroßla Georg Samenhammer (auch Sanderhammer, Sammenhammer, * um 1543 in Chemnitz; † 21. Juli 1614 in Niederroßla) ein. Aus letzten beiden Ehen sind keine Kinder bekannt.